# Manuel Torres Campos
Manuel Torres Campos (21. maj 1850 i Barcelona — 28. februar 1918) var en spansk retslærd.
Torres Campos studerede i Almeria og Madrid. Han blev Dr. juris 1871, var 1872-81 bibliotekar i Madrid og blev 1886 professor i Granada. Hans juridiske indsigt blev meget benyttet af den spanske regering. Sammen med markis Ramón María de Dalmau y de Olivart stod Torres Campos som Spaniens officielle repræsentant i den europæiske folkeretskoncert. Han var medlem af Institut de droit international, af den permanente voldgiftsdomstol i Haag, af grænsekommissionen mellem Peru og Ecuador og mange andre organer. Af Torres Campos' flittige og frugtbare forfatterskab skal fremhæves: Estudios de Bibliografia española y extranjera del Derecho y del Notariado (1878), La pena de muerte y su aplicación en España (1879), det prisbelønnede Principios de Derecho internacional privado ó de Derecho extraterritorial de Europa y America, en sus relaciones con el Derecho civil en España (1883), Bibliografia española contemporánea del Derecho y de la Politica, 1800—1880 (1883, med senere fortsættelse til 1896, 2 bind), Nociones de Bibliografia y Literatura juridicas en España (1884), Das Staatsrecht des Königreichs Spanien (Marquardsens Handbuch, 1889), Elementos de Derecho internacional privado (1887, 4. udgave 1913), Elementos de Derecho internacional público (1890, 3. udgave 1913) og det prisbelønnede Bases de una legislación de extraterritorialidad (1907). Foruden en del afhandlinger i folkeretlige tidsskrifter og lignende oversatte og bearbejdede Torres Campos portugiseren João Jacintho Tavares De Medeiros' Antropologia y Derecho (1893).